# START (愛内里菜の曲)
「START」（スタート）は、日本の歌手・愛内里菜の17作目のシングル。

## 概要
前作「Dream×Dream」に引き続き4度目の『名探偵コナン』タイアップ。初回特典として名探偵コナンのイラストカードが封入された。その裏面に特設サイトのIDとパスワードが記載され、PCコンテンツには、「START」スクリーンセーバー。モバイルコンテンツには、「Ready Go!」着声、「START」PV制作エピソードが見られた。2004年12月24日にテレビ朝日系列で放送された「ミュージックステーションスーパーライブ2004」ではNEWSの「希望〜Yell〜」と共に、トップバッター曲として披露された。コーラスは宇徳敬子。

## 収録曲
1. START
  - 作詞：愛内里菜　作曲：大野愛果　編曲：corin.
2. Lavender Rain
  - 作詞：愛内里菜　作曲：輝門　編曲：小林哲
3. キラキラ
  - 作詞：愛内里菜　作曲・編曲：corin.
4. START -instrumental-

## タイアップ
- よみうりテレビアニメ『名探偵コナン』オープニングテーマ（#1）

## 収録アルバム
- PLAYGIRL（#1）
- THE BEST OF DETECTIVE CONAN 3 〜名探偵コナン テーマ曲集3〜（#1）
- ALL SINGLES BEST 〜THANX 10th ANNIVERSARY〜（#1）
- COLORS（#2,3）

| テレビアニメ『名探偵コナン』オープニングテーマ 2004年4月12日 - 2005年3月21日 |                    |                               |
| 前作: 三枝夕夏 IN db 『君と約束した優しいあの場所まで』                      | 愛内里菜 『START』 | 次作: ZARD 『星のかがやきよ』 |